# Palacio de Aguas Corrientes
Palacio de Aguas Corrientes (uradno imenovana Gran Depósito Ingeniero Guillermo Villanueva) je ikonična stavba v mestu Buenos Aires v Argentini. Zgrajena je bila za namestitev rezervoarjev za tekočo vodo rastočega mesta v poznem 19. stoletju in je ovita v razkošno zunanjost iz uvoženih materialov, katerih arhitekt je bil Norvežan Olaf Boye (1864–1933), ki je leta 1885 prispel v Buenos Aires in delal s priznanimi lokalni arhitekti, kot so Juan Antonio Buschiazzo, Adolfo Büttner in Carlos Altgelt. Projekt je nadzoroval Šved Carlos Nyströmer. Stoji na ulici Avenida Córdoba št. 1950, v soseski Balvanera in je nacionalni zgodovinski spomenik.

## Zgodovina
V drugi polovici 19. stoletja je mesto Buenos Aires začelo hitro rasti, prihajalo je do zaporednih selitvenih valov in se utrdilo kot pristanišče. Postopno povečevanje števila prebivalstva je s seboj prineslo težave s prenatrpanostjo in premalo pripravljenosti javnih služb za oskrbo vse večjega števila ljudi.
Epidemij je bilo na pretek: leta 1867 je kolera ubila 1500 ljudi, leta 1869 je za tifusom umrlo 500 ljudi, leta 1871 pa je nastopila zgodovinska epidemija rumene mrzlice, ki je zajela 14.000 od 178.000 ljudi, ki so živeli v Buenos Airesu.
Ob soočenju z zaskrbljujočimi znaki pomanjkljivega sistema pitne vode so se oblasti nedavno združene države odločile, da bodo prestolnici zagotovile napredno omrežje tekoče vode in izkoristile čas gospodarske blaginje. Po načrtih angleškega gradbenega inženirja Johna Batemana je leta 1886 nacionalna vlada sklenila, da bo vodni zbiralnik nameščen v severnem delu mesta, opremljen pa bo s podzemnimi cevmi, z namenom, da bo stavba rezervoarja razkošna, katere proračun je dosegel 5.531.000 pesosov.
Za projekt je bila zadolžena družba Bateman, Parsons & Bateman, kmalu zatem pa se je zaradi pomanjkanja državnih sredstev odločila za privatizacijo sanitarnih del.Dela je prevzelo podjetje Samuel B. Hale & Co., ki je podelilo zunanjost fasadnih del Juanu B. Médici, ki sta jih vodila inženir Nyströmer in arhitekt Boye (takrat zaposlena v Bateman, Parsons & Bateman). Dela so se začela leta 1887, zaposlovala so 400 delavcev, končala pa so se leta 1894, stavbo pa je odprl predsednik Luis Sáenz Peña.
Stavba je bila po nacionalizaciji podjetja v britanski lasti leta 1892 prenesena pod mesto Buenos Aires. Podjetje, sčasoma znano kot Obras Sanitarias de la Nación (OSN), je bilo leta 1993 reprivatizirano s 30-letno pogodbo. Odpoved pogodbe leta 2006 pa je premoženje prenesla na državno podjetje AySA (Aguas Argentinas in Agua y Saneamientos Argentinos). V palači so še vedno številne pisarne AySA, zgodovinski arhiv in majhen muzej vodnih del.
Stavba je vidno prikazana v knjigi Santa Evita Tomasa Eloya Martineza. Omenjena je tudi v njegovi knjigi Tango pevec.
Leta 1989 se je z odlokom 325 Palacio de Aguas Corrientes preoblikovala v nacionalni zgodovinski spomenik.

## Opis
Stavba je ena najbolj živahnih v Buenos Airesu in je vzorec eklektične arhitekture, ki je očarala višje sloje, ki so vladali Argentini do leta 1916. Slog je mogoče uokviriti v okviru obdobja v drugem francoskem cesarstvu, izstopa pa večbarvna keramika in bogati okraski na fasadi.
V treh nivojih vsebuje 12 rezervoarjev za vodo (ki jih je belgijsko podjetje Marcinelle et Coulliet zagotovilo po razpisu iz decembra 1886) s skupno prostornino 72 milijonov litrov vode, izračunana teža 135.000 ton. Ti so podprti s podporno konstrukcijo iz kovinskih nosilcev, stebrov in nosilcev. Stene so debele do 1,80 metra in podpirajo 180 stebrov, razmaknjenih šest metrov. Zgradili so jih z žgano opeko v obratu, ki je bil nameščen v mestu San Isidro. V središču palače notranje dvorišče zagotavlja svetlobo in zrak v sobah.
Vendar pa je fasada najbolj znana in najbolj občudovana. Njena obloga je bila izdelana iz 130.000 emajliranih opek in 300.000 keramičnih kosov, uvoženih iz Belgije in Anglije, oštevilčene za lažjo namestitev. Kose marmorja, namenjene pokrivanju fasade, so v prvotnem projektu nadomestili kosi iz terakote, izdelani v Royal Doulton & Co., London, in Burmantofts Company, tovarne v Leedsu. Stropi so bili iz zelenega skrilavca, pripeljanega iz Francije.
Zamisel o preoblikovanju zbiralnika z vodnimi rezervoarji v palačo je bila deležna številnih kritik, na splošno v zvezi s pomanjkanjem potrebe, da bi tovrstni objekt obdarili s takšnim razkošjem, saj je to pretiravanje in izguba. Vendar je bilo v tistih časih običajno, da so bile stavbe z utilitarnimi funkcijami, kot so skladišča ali železniški terminali, ovite v zunanjost palačnega videza.
Železo je bilo belgijsko, opeka pol angleška in pol argentinska, zunanjost pa je bila veličastna viktorijanska fantazija, narejena v Veliki Britaniji in od tam pripeljana na vgradnjo.
Odlikuje jo pločevinasta mansardna streha in je obkrožena z robom, ki predstavljajo 14 argentinskih provinc tistega časa.
Vhod v stavbo krasita dve kariatidi, posest pa urejeni vrtovi, ki vključujejo doprsni kip, ki ga je norveški kipar Olaf Boye ustvaril v čast inženirja Guillerma Villanueve, prvega direktorja Buenos Aires Water Supply and Drainage Company Limited, občinsko vodovodno podjetje v britanski lasti odprto leta 1869.

## Zgodovinski arhiv
To je edini arhiv, ustanovljen leta 1873, ki vsebuje popolne in posebne informacije o simboličnih stavbah in načrtovanju oskrbe z vodo v Buenos Airesu. Ta arhiv sestavljajo trije glavni arhivi.

### Arhiv oskrbe z vodovodnim omrežjem
Vsebuje načrte o čistilnih napravah, oskrbi z odplakami in vodovodnem omrežju, odtokih in projektih. Informacije v teh načrtih vključujejo vrsto, velikost in material cevi, datume, arhitekturne risbe itd.
Velikost zbirke: približno 60.000 načrtov, najstarejši je iz leta 1870.
Ta arhiv ni na voljo javnosti. Nekateri načrti, odobreni za javno objavo, so bili objavljeni v knjigah, časopisih in na spletnih straneh.

### Zapisi o aplikaciji za priključitev vode
Vsebuje veliko zbirko dokumentov, ki podrobno opisujejo kategorijo stavb, obrazce za prijavo na vodovod, gradbeni material, mere, število cevnih priključkov, imena lastnikov itd. Skoraj vsake stavbe, zgrajene v Buenos Airesu. Številne dokumente podpisujejo znani in pomembni argentinski ljudje, kot so predsednik Bartolome Mitre, fiziolog Bernardo Houssay, pisatelj Jorge Luis Borges.
Velikost zbirke: približno 350.000 zapisov.
Ta arhiv ni na voljo javnosti. Nekateri dokumenti, odobreni za javno objavo, so bili objavljeni v knjigah, časopisih in na spletnih straneh.

### Arhiv vodovodnih načrtov
Vodi načrte servisiranja vodovodnih in gasilskih hidrantov na 320.000 zemljiščih Buenos Airesa. Ti načrti so ključnega pomena za iskanje vodovodnih, odtočnih in kanalizacijskih povezav ter odpravljanje puščanja vode. Ta arhiv hrani tudi načrte stavb, porušenih med gradnjo velikih avenij in avtocest v Buenos Airesu, npr. Avenija 9 de Julio. Zbirka ima približno 2.800.000 načrtov, najstarejši iz leta 1889.
Dostop imajo pooblaščeni posamezniki. Nekateri načrti so bili odobreni za javno objavo in so bili objavljeni v knjigah, časopisih in na spletnih straneh.

## Danes
V njem delujejo Muzej zgodovinske dediščine, Arhiv hišnih načrtov in upravne pisarne podjetja.
Leta 2015 je državno podjetje Aysa na aveniji Córdoba začelo prvo fazo postopnega načrta za oživitev palače Aguas. obnoviti njene stolpe in drugo, podobno letu 1894.

## Zunanjost
- Detajl zunanjosti proti ulici Riobamba
- Detajl glavne fasade

## Interior
- V objektu so še vedno cevi
- V muzeju
- Včasih vodni rezervoarji, danes AySA arhivi
- Zgodovinski AySA arhivi
- Model palače
- Primer načrta v arhivu